# Lugal-Ane-Mundu
Lugal-Ane-Mundu ali Lugalanemundu  (sumersko kralj [Bog] ustvaril nebo) je bil najpomembnejši kralj sumerske mestne države Adab in v Seznamu sumerskih kraljev edini predstavnik Adabske dinastije, ki je vladal v 26. ali 25. stoletju pr. n. št.. 
Seznam navaja, da je po porazu Meš-ki-ang-Nanija II.  Urskega vladal 90  let. Sumerski napisi govorijo, da je osvojil celo Mezopotamijo od Perzijskega zaliva  do Zagrosa i Elama. 
Njegova država, katero nekateri zgodovinarji opisujejo  kot  prvi imperij v pisani zgodovini, je po njegovi smrti razpadla.  Oblast v Mezopotamiji, se pravi hegemonija Nipurja,  je pripadla Marijski dinastiji, začenši z Anbujem. Bolj verjetno je, da je bil edini hegemon po Lugal-Ane-Mundu samo zadnji kralj iz Marijske dinastije, Šarum-iter. Po zlomu Adabskega kraljestva so druga prominentna mesta ponovno dobila svojo neodvisnost, med njimi Lagaš (Lugalanda), Akšak, katerega je kmalu zatem osvojilo kraljestvo iz Marija, morda pod Puzur-Niranom, in Ume, katerega kralj Lugalzagesi je razširil svoj imperij  na cel Rodovitni polmesec.

## Sklic
1. ↑  Kingdoms of Mesopotamia: Mari" at HistoryFiles.

| Predhodnik: neznan kralj Ura | Kralj Sumerije (po Seznamu sumerskih kraljev) | Naslednik: Anbu Marijski |
| Predhodnik: neznan           | Lugal Adaba okoli 25. stoletja pr. n. št.     | Naslednik: neznan        |